# Weingut Nelles
Das Weingut Nelles liegt im unteren Teil des Ahrtals, in Heimersheim. Auf den 8,5 Hektar (ha) des Gutes wird hauptsächlich Rotwein angebaut. Das Weingut ist Mitglied im VDP.

## Geschichte
1479 lässt sich aus einem Zinsverzeichnis erkennen, dass Peter Nelis, der Pächter eines „wyngartz an der buysch portzen“, einen ungewöhnlich hohen Zinssatz an den Herrn der Burg Landskron zahlen musste. Dieser Weinberg an der Landskrone ist auch heute noch im Eigentum des Weinguts und bringt seine besten Weine hervor, der 1997er Spätburgunder -B52- aus der Landskrone wurde 2000 als „bester deutscher Rotwein“ ausgezeichnet.

## Lagen
Das Weingut bewirtschaftet überwiegend steile Weinbergslagen an der Ahr. Diese sind durch ihre hohen Schieferwände und den hohen Schiefer-Anteil in den Böden geprägt. Diese speichern tagsüber Wärme und bieten den Reben so ein bevorzugtes Klima.
Die Lagen des Weinguts liegen vornehmlich in Heimersheim (Landskrone, Burggarten und Kapellenberg) sowie Bad Neuenahr (Sonnenberg).

## Auszeichnungen
- Philip Nelles – Deutschlands beste Jungwinzer 2015, Handelsblatt[1]
- Cuvée Pinot Sekt brut (Bester Winzersekt 2014) Spätburgunder B-52 Großes Gewächs (2. Platz Kultwein 2014) International Wine Institute[2]
- Spätburgunder B-48 Großes Gewächs „Bester Rotwein des Jahres 2010 Deutschland“ Internationaler Weinpreis MUNDUS VINI[3]

## Leiter
Geleitet wird das Weingut von Thomas Nelles, Mitbegründer der 1994 gegründeten Sektion Ahr des VDP, gemeinsam mit Kellermeister Philip Nelles.